# Reg Organizer
Reg Organizer — проприетарное программное обеспечение, предназначенное для полного удаления программного обеспечения, настройки автоматически запускаемых приложений, расширенной чистки и оптимизации Windows, управления системным реестром Windows. Также программа позволяет создавать и сравнивать снимки ключей реестра, имеет функции для тонкой настройки операционной системы Windows (твики) и редактор файлов реестра.

## Возможности
- Расширенная автоматическая чистка системы. Позволяют произвести всестороннюю чистку файловой системы и системного реестра с помощью как штатных, так и дополнительных инструментов. Это позволяет освободить дисковое пространство компьютера от устаревших обновлений, старых версий операционных систем, временных файлов и других ненужных элементов.
- Менеджер запускаемых вместе с Windows программ. Позволяет производить отключение автозапуска для ненужных программ, откладывать запуск менее важный на определённое время, что позволяет ускорять время загрузки операционной системы. Оценить эффективность проделанных действий можно с помощью встроенной диаграммы, показывающей время последних нескольких загрузок операционной системы. В качестве вспомогательного инструмента для работы с приложениями автозапуска Reg Organizer предлагает встроенный рейтинг программ, который показывает, насколько часто другие пользователи программы откладывают или удаляют из автозагрузки те или иные записи.
- Расширенное удаление программ (полное удаление программ). С помощью инструмента установки и удаления программ можно производить полное удаление ненужного программного обеспечения. Он оснащён автоматической функцией поиска остатков удаляемой программы, которая запускается после удаления штатным деинсталлятором (инструментом для удаления программ) и производит сканирование системы на предмет остаточных данных удалённой программы. Также он позволяет производить установку программ с отслеживанием Reg Organizer. Во время установки Reg Organizer делает детальный снимок состояния системы до начала процесса установки. После установки создаётся второй снимок для сравнения. Во время удаления программы созданные снимки сравниваются и программа подчищает все данные, которые не удаляются с помощью стандартной процедуры удаления программ.
- Расширенный редактор реестра. Позволяет производить все наиболее популярные действия с системным реестром, которые присутствуют в штатном инструменте RegEdit. Дополнительно он имеет встроенный редактор reg-файлов, функцию автоматического поиска и замены данных в реестре и ряд других возможностей.
- Оптимизация реестра. Процесс оптимизации состоит из двух частей: сжатие и дефрагментация. Во время процесса сжатия Reg Organizer удаляет из файлов реестра записи, которые были удалены из реестра. Дефрагментация объединяет все фрагменты файлов реестра воедино, что ускоряет запуск операционной системы.
- Тонкие настройки. Специальный интерфейс для настройки операционной системы позволяет производить различные тонкие настройки, подгонять систему под предпочтения конкретного пользователя и исправлять различные проблемы в системе (например, проблему с работой меню "Пуск" в Windows 10[1]).
- Сравнение снимков реестра. С помощью функций создания и сравнения снимков можно следить как за отдельными ключами, так и за всем реестром в целом. Это позволяет отслеживать все изменения в реестре, которые были произведены до и после создания снимков.
- Центр отмены изменений. Встроенный в Reg Organizer механизм резервного копирования изменяемых данных, который позволяет откатить изменения в случае допущения пользователем ошибочных действий при редактировании реестра и использовании других функций.